# Jan Bucher
Jan Bucher, née le 17 novembre 1957 à Salt Lake City, est une championne de ski acrobatique américaine spécialiste du ballet à ski. Septuple vainqueur de la Coupe du monde de ballet (dont les cinq premières éditions) elle remporte également les deux premières éditions des championnats du monde en 1986 et 1989. En 1988 elle termine deuxième de l'épreuve de ballet aux Jeux olympiques de Calgary, mais sans médaille olympique car le ski acrobatique (dont le ballet) n'était qu'épreuve de démonstration.

## Biographie
Née le 17 novembre 1957 à Salt Lake City, Jan Bucher a grandi dans une famille mormone de trois enfants dans la banlieue de la capitale de l'Utha. Enfant elle pratique le patinage artistique à haut niveau mais à dix-huit ans une blessure l’empêche de poursuivre dans cette voie. Alors qu'elle n'a jamais skié auparavant, elle est approchée par John Theobald - un skieur acrobatique américain - et son équipe, qui cherche de nouveaux mouvements à intégrer dans ses acrobaties, et découvre dans ce sport une nouvelle façon d'exercer sa passion,. Après seulement un an de pratique elle prend part à sa première compétition internationale à Tignes, en 1979, puis un an plus tard elle prend part à la première coupe du monde de ski acrobatique organisée par la FIS, en 1980. Elle y dispute des épreuves de ski bosses et surtout le ballet. Et si ses résultats en bosses sont peu probant, ils sont sans appel en ballet : cinq épreuves, cinq victoires, et bien sûr le titre de championne. Il faut attendre sa huitième épreuve de coupe du monde de ballet pour être battue, le 31 janvier 1981 par la française Christine Rossi à Laax. De 1980 à 1984, pendant cinq saisons, son règne est sans partage : quarante courses pour trente-huit podiums dont trente-deux victoires, et bien sûr cinq fois sacrée championne du monde de la spécialité. Et puis lors de la saison 1984-1985 (la première saison à avoir lieu sur deux années civiles puisqu'elle commence en décembre 1984), la concurrence se durçit, essentiellement par le biais de Christine Rossi et Conny Kissling : Si elle grimpe sur huit des dix podiums, elle n'est « que » trois fois vainqueur, et se voit même ravir son titre mondial par la Française. Elle reprend le pouvoir lors de la saison suivante, la saison 1985-1986, en s'imposant lors de six des sept courses. Mais l'année 1986 est aussi marqué par les premiers championnats du monde de ski acrobatique, à Tignes, ou elle s'impose. Lors de la saison 1986-1987 Christine Rossi la devance à nouveau : toutes deux ont gagné quatre des huit ballets, toutes deux ont été sept fois sur le podium, mais la française termine devant au classement final,. En 1987-1988 la française remporte plus d'épreuve, cinq contre trois, et s'impose à nouveau dans le classement final (neuf podiums sur dix courses quand même pour Bucher),. 1988 est aussi l'année des jeux olympiques de Calgary, qui voit pour la première fois le ski acrobatique en démonstration : bosses, saut et ballet. Et cette fois encore la française s'impose devant l'américaine, la suisse Kissling complétant le podium. On ne peut néanmoins pas parler de médaille (d'argent) olympique, la discipline n'étant pas une épreuve officielle.
Mais Christine Rossi arrête sa carrière à la fin de cette saison et la rivalité prend fin. En saison 1988-1989 Conny Kissling ne peut rivaliser et Bucher remporte sept des dix épreuves de l'année (plus deux secondes places) et son septième titre de championne du monde. 1989 est aussi l'année des  seconds mondiaux, à Oberjoch, où l'américaine conserve son titre de 1988.
Bucher commence la saison 1989-1990 sur les mêmes bases, avec une victoire et une seconde place en trois épreuves, avant de se blesser au genou et de mettre fin prématurrément à sa saison.
Elle reprend la compétition la saison suivante, saison 1990-1991, mais la légende du ski acrobatique Conny Kissling prend l'ascendant (titrée la saison précédente en son absence), et même sa compatriote Ellen Breen parvient à la battre : dix courses, neuf fois seconde et une fois troisième, et une nouvelle seconde place au classement de la spécialité. Ellen Breen qui lui prend également son titre lors des mondiaux de Lake Placid où Bucher remporte la médaille d'argent.
À la fin de la saison elle met un terme à sa carrière en ayant le meilleur palmarès du ski américain : quatre-vingt onze podiums dont cinquante-sept victoires en quatre-vingt dix-huit ballets de coupe du monde, auquel s'ajoutent huit courses de ski de bosses (terminées entre la onzième et la vingt-deuxième place). Sept fois vainqueur et quatre fois seconde de la coupe du monde de ballet, deux fois titrée et une fois seconde aux championnats du monde de ballet, et enfin sa seconde place olympique.
Elle entame se reconversion en intégrant le staff de l'équipe canadienne de ski acrobatique dès 1991.
En 1993 elle est intronisée au U.S. Ski and Snowboard Hall of Fame.
Jan Bucher est mariée avec Nelson Carmichael, skieur acrobatique américain spécialisé dans le ski de bosses (vainqueur de la coupe du monde de la spécialité en 1988 et 1989) avec qui elle était tête d'affiche de l'équipe américaine de ski acrobatique en 1989,.

## Palmarès

### Coupe du monde
- Meilleur classement général : 4e en 1989
- 7 petits globe de cristal :
  - Vainqueur du classement acroski en 1980, 1981, 1982, 1983, 1984, 1986 et 1989
- 91 podiums dont 57 victoires.

#### Différents classements en coupe du monde
| Année/Classement | Général | Général | Ballet | Ballet |
| ---------------- | ------- | ------- | ------ | ------ |
| Année/Classement | Class.  | Points  |        |        |
| 1981             | 6e      | 48.00   | 1er    | 48.00  |
| 1982             | 5e      | 48.00   | 1er    | 48.00  |
| 1983             | 9e      | 12.00   | 1er    | 60.00  |
| 1984             | 8e      | 12.00   | 1er    | 72.00  |
| 1984-1985        | 7e      | 11.00   | 2e     | 80.00  |
| 1985-1986        | 6e      | 12.00   | 1er    | 60.00  |
| 1986-1987        | 5e      | 12.00   | 2e     | 70.00  |
| 1987-1988        | 5e      | 11.00   | 2e     | 80.00  |
| 1988-1989        | 4e      | 12.00   | 1er    | 84.00  |
| 1989-1990        | 30e     | 5.00    | 9e     | 31.00  |
| 1990-1991        | 7e      | 11.00   | 2e     | 99.00  |

#### Podiums
En onze saisons, dont une tronquée à cause de sa blessure au genou, Jan Bucher est monté quatre-vingt onze fois sur un podium de coupe du monde, à chaque fois en ballet :
| Date             | Lieu               | Place | Discipline |
| ---------------- | ------------------ | ----- | ---------- |
| 1980             |                    |       |            |
| 9 janvier 1980   | Monts Pocono       | 1re   | Ballet     |
| 10 janvier 1980  | Monts Pocono       | 1re   | Ballet     |
| 1er mars 1980    | Oberjoch           | 1re   | Ballet     |
| 13 mars 1980     | Tignes             | 1re   | Ballet     |
| 29 mars 1980     | Whistler Blackcomb | 1re   | Ballet     |
| 1981             |                    |       |            |
| 17 janvier 1981  | Livigno            | 1re   | Ballet     |
| 23 janvier 1981  | Tignes             | 1re   | Ballet     |
| 9 février 1981   | Seefeld in Tirol   | 1re   | Ballet     |
| 14 février 1981  | Oberjoch           | 1re   | Ballet     |
| 28 février 1981  | Mont Sainte-Anne   | 1re   | Ballet     |
| 14 mars 1981     | Monts Pocono       | 1re   | Ballet     |
| 15 mars 1981     | Monts Pocono       | 1re   | Ballet     |
| 21 mars 1981     | Calgary            | 1re   | Ballet     |
| 1982             |                    |       |            |
| 3 janvier 1982   | Angel Fire         | 1re   | Ballet     |
| 16 janvier 1982  | Calgary            | 2e    | Ballet     |
| 22 janvier 1982  | Angel Fire         | 1re   | Ballet     |
| 26 janvier 1982  | Monts Pocono       | 1re   | Ballet     |
| 6 février 1982   | Mont Sainte-Anne   | 1re   | Ballet     |
| 27 février 1982  | Sella Nevea        | 1re   | Ballet     |
| 6 mars 1982      | Adelboden          | 1re   | Ballet     |
| 13 mars 1982     | Livigno            | 1re   | Ballet     |
| 20 mars 1982     | Oberjoch           | 1re   | Ballet     |
| 25 mars 1982     | Tignes             | 2e    | Ballet     |
| 1983             |                    |       |            |
| 3 janvier 1983   | Mariazell          | 1re   | Ballet     |
| 20 janvier 1983  | Tignes             | 1re   | Ballet     |
| 29 janvier 1983  | Oberjoch           | 1re   | Ballet     |
| 2 février 1983   | Livigno            | 1re   | Ballet     |
| 12 février 1983  | Ravascletto        | 2e    | Ballet     |
| 11 mars 1983     | Squaw Valley       | 1re   | Ballet     |
| 17 mars 1983     | Angel Fire         | 1re   | Ballet     |
| 1984             |                    |       |            |
| 14 janvier 1984  | Stoneham           | 2e    | Ballet     |
| 10 janvier 1984  | Breckenridge       | 1re   | Ballet     |
| 3 février 1984   | Courchevel         | 1re   | Ballet     |
| 25 février 1984  | Göstling           | 3e    | Ballet     |
| 28 février 1984  | Ravascletto        | 1re   | Ballet     |
| 3 mars 1984      | Oberjoch           | 1re   | Ballet     |
| 20 mars 1984     | Sälen              | 1re   | Ballet     |
| 27 mars 1984     | Tignes             | 1re   | Ballet     |
| 1984-1985        |                    |       |            |
| 11 décembre 1984 | Tignes             | 2e    | Ballet     |
| 12 janvier 1985  | Mont Gabriel       | 1re   | Ballet     |
| 19 janvier 1985  | Lake Placid        | 3e    | Ballet     |
| 25 janvier 1985  | Breckenridge       | 1re   | Ballet     |
| 1er février 1985 | Le Sauze           | 2e    | Ballet     |
| 20 février 1985  | Kranjska Gora      | 3e    | Ballet     |
| 1er mars 1985    | Oberjoch           | 2e    | Ballet     |
| 9 mars 1985      | Mariazell          | 2e    | Ballet     |
| 17 mars 1985     | La Clusaz          | 2e    | Ballet     |
| 22 mars 1985     | Sälen              | 1re   | Ballet     |
| 1985-1986        |                    |       |            |
| 17 décembre 1985 | Zermatt            | 1re   | Ballet     |
| 10 janvier 1986  | Mont Gabriel       | 1re   | Ballet     |
| 23 janvier 1986  | Breckenridge       | 1re   | Ballet     |
| 24 janvier 1986  | Breckenridge       | 1re   | Ballet     |
| 28 février 1986  | Oberjoch           | 1re   | Ballet     |
| 8 mars 1986      | Voss               | 1re   | Ballet     |
| 1986-1987        |                    |       |            |
| 9 janvier 1987   | Mont Gabriel       | 1re   | Ballet     |
| 21 janvier 1987  | Breckenridge       | 2e    | Ballet     |
| 22 janvier 1987  | Breckenridge       | 1re   | Ballet     |
| 31 janvier 1987  | Calgary            | 1re   | Ballet     |
| 27 février 1987  | Voss               | 3e    | Ballet     |
| 6 mars 1987      | Oberjoch           | 1re   | Ballet     |
| 25 mars 1987     | La Clusaz          | 2e    | Ballet     |
| 1987-1988        |                    |       |            |
| 12 décembre 1987 | Tignes             | 1re   | Ballet     |
| 18 décembre 1987 | La Plagne          | 2e    | Ballet     |
| 8 janvier 1988   | Mont Gabriel       | 2e    | Ballet     |
| 15 janvier 1988  | Lake Placid        | 1re   | Ballet     |
| 2 janvier 1988   | Breckenridge       | 2e    | Ballet     |
| 29 janvier 1988  | Inawashiro         | 2e    | Ballet     |
| 5 février 1988   | Madarao            | 2e    | Ballet     |
| 4 mars 1988      | Oberjoch           | 2e    | Ballet     |
| 11 mars 1988     | La Clusaz          | 1re   | Ballet     |
| 1988-1989        |                    |       |            |
| 16 décembre 1988 | La Plagne          | 2e    | Ballet     |
| 6 janvier 1989   | Mont Gabriel       | 1re   | Ballet     |
| 14 janvier 1989  | Lake Placid        | 1re   | Ballet     |
| 20 janvier 1989  | Calgary            | 1re   | Ballet     |
| 27 janvier 1989  | Breckenridge       | 1re   | Ballet     |
| 10 février 1989  | La Clusaz          | 1re   | Ballet     |
| 10 mars 1989     | Voss               | 1re   | Ballet     |
| 16 mars 1989     | Åre                | 2e    | Ballet     |
| 22 mars 1989     | Suomu              | 1re   | Ballet     |
| 1989-1990        |                    |       |            |
| 8 décembre 1989  | Tignes             | 1re   | Ballet     |
| 14 décembre 1989 | La Plagne          | 2e    | Ballet     |
| 1990-1991        |                    |       |            |
| 2 décembre 1990  | La Plagne          | 2e    | Ballet     |
| 8 décembre 1990  | Tignes             | 3e    | Ballet     |
| 14 décembre 1990 | Zermatt            | 2e    | Ballet     |
| 20 décembre 1990 | Piancavallo        | 2e    | Ballet     |
| 11 janvier 1991  | Whistler Blackcomb | 2e    | Ballet     |
| 17 janvier 1991  | Breckenridge       | 2e    | Ballet     |
| 1er février 1991 | Mont Gabriel       | 2e    | Ballet     |
| 8 mars 1991      | Voss               | 2e    | Ballet     |
| 14 mars 1991     | Pyhätunturi (fi)   | 2e    | Ballet     |
| 22 mars 1991     | Hundfjället        | 2e    | Ballet     |

### Championnats du monde
| Épreuve / Édition | Tignes 1986 | Oberjoch 1989 | Lake Placid 1991 |
| Ballet            | 1re         | 1re           | 2e               |

## Distinctions
- En 1993 elle est intronisée au U.S. Ski and Snowboard Hall of Fame[2]
- En 2014 elle est intronisée au World Acrobatics Society Legend[21]